# Vahviala

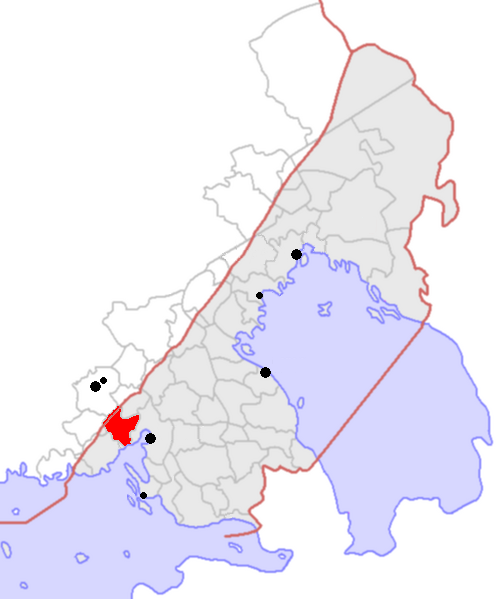

Vahviala, kommun i Viborgs län i Finland.
Kommunen bildades av delar av Viborgs landskommun och Säkkijärvi kommun 1.1.1922.
Finland var 13 mars 1940 tvunget att, genom fredsfördraget i Moskva, avträda största delen av kommunens område till Sovjetunionen. Området återerövrades av finländska trupper 1941 under Fortsättningskriget, för att på nytt gå förlorat genom vapenstilleståndsavtalet 19 september 1944.

## Byar
- Hanhijoki
- Hiivaniemi
- Houni
- Hovinmaa
- Huotari
- Häsälä
- Järvenpää
- Kintere
- Koskela,
- Louko
- Löytömäki
- Nurmi
- Rakkola
- Sipilä
- Sydänmaa
- Tervajoki
- Tervajärvi
- Vahviala
- Vanhakylä